# Jak w niebie (film 2004)
Jak w niebie (szw. Så som i himmelen) – szwedzko-duński komediodramat muzyczny z 2004 roku w reżyserii Kaya Pollaka. Film zdobył nominację do Oscara za najlepszy film nieanglojęzyczny jako oficjalny kandydat Szwecji.

## Fabuła
Daniel Dareus (Michael Nyqvist) jest międzynarodowej sławy dyrygentem. Jego największym marzeniem jest tworzenie muzyki, która otwiera ludzkie serca.
Akcja filmu zaczyna się w momencie, gdy Daniel na skutek problemów zdrowotnych rezygnuje z kariery i wraca do miasteczka, w którym spędził dzieciństwo. Zostaje dyrygentem chóru parafialnego. Pracując z amatorami, którzy mają więcej chęci niż umiejętności, sam odzyskuje radość obcowania z muzyką. Dzięki niemu chór nabiera profesjonalizmu, a jego członkowie zaczynają wierzyć w swoje siły również w życiu codziennym.

## Obsada
- Mikael Nyqvist: Daniel Daréus
- Frida Hallgren: Lena
- Lennart Jähkel: Arne
- Ingela Olsson: Inger
- Niklas Falk: Stig Berggren
- Helen Sjöholm: Gabriella
- Barbro Kollberg: Olga
- André Sjöberg: Tore
- Axelle Axell: Florence
- Lasse Petterson: Erik
- Mikael Rahm: Holmfrid
- Per Morberg: Conny
- Ulla-Britt Norrman-Olsson: Amanda
- Ylva Lööf: Siv